# Alexander McQueen
Lee Alexander McQueen (født 16. marts 1969, død 11. februar 2010) var en engelsk modedesigner, der blandt andet var chefdesigner hos Givenchy, før han grundlagde sine egne mærker, Alexander McQueen og McQ. Han var kendt for dramatiske kreationer, der blandt andet blev brugt af popstjerner som Björk, Rihanna og Lady GaGa. Han blev fire gange kåret som årets britiske modedesigner. Specielt var Alexander McQueen kendt for sine "killer heels"; stiletter som flere modeller nægtede at gå med.
Hans engagement i designbranchen gav ham fire British Designer of the Year awards (1996, 1997, 2001 og 2003), samt CFDA's International Designer of the Year i 2003.

## Død
McQueen blev fundet død 11. februar 2010 i sit hjem på Green Street i London, og det blev vurderet til at være selvmord. 8 dage efter hans mor var død. Analyser viste, at hans blod indeholdt "anseelige mængder af kokain, sovepiller og beroligende midler".
Han døde få dage inden den internationale modeuge i London gik i gang.